# Safran Electrical & Power
Safran Electrical & Power, anciennement Labinal Power Systems, occupe une position mondiale de premier plan dans les domaines de la conception, de la production, de l’installation et de la maintenance des systèmes de câblages électriques, et de l’ingénierie et de la technique associées sur les marchés aéronautiques, spatiaux et de défense[réf. nécessaire].
Implantée à plusieurs endroits dans le monde, Safran Electrical & Power propose son savoir-faire industriel et son expérience au service des principaux constructeurs aéronautiques mondiaux, tels Boeing et Airbus. Il propose désormais à ses clients une stratégie « end to end » allant de la conception à l’installation, en passant par l’ingénierie, adaptable aux besoins spécifiques des clients.

## Historique

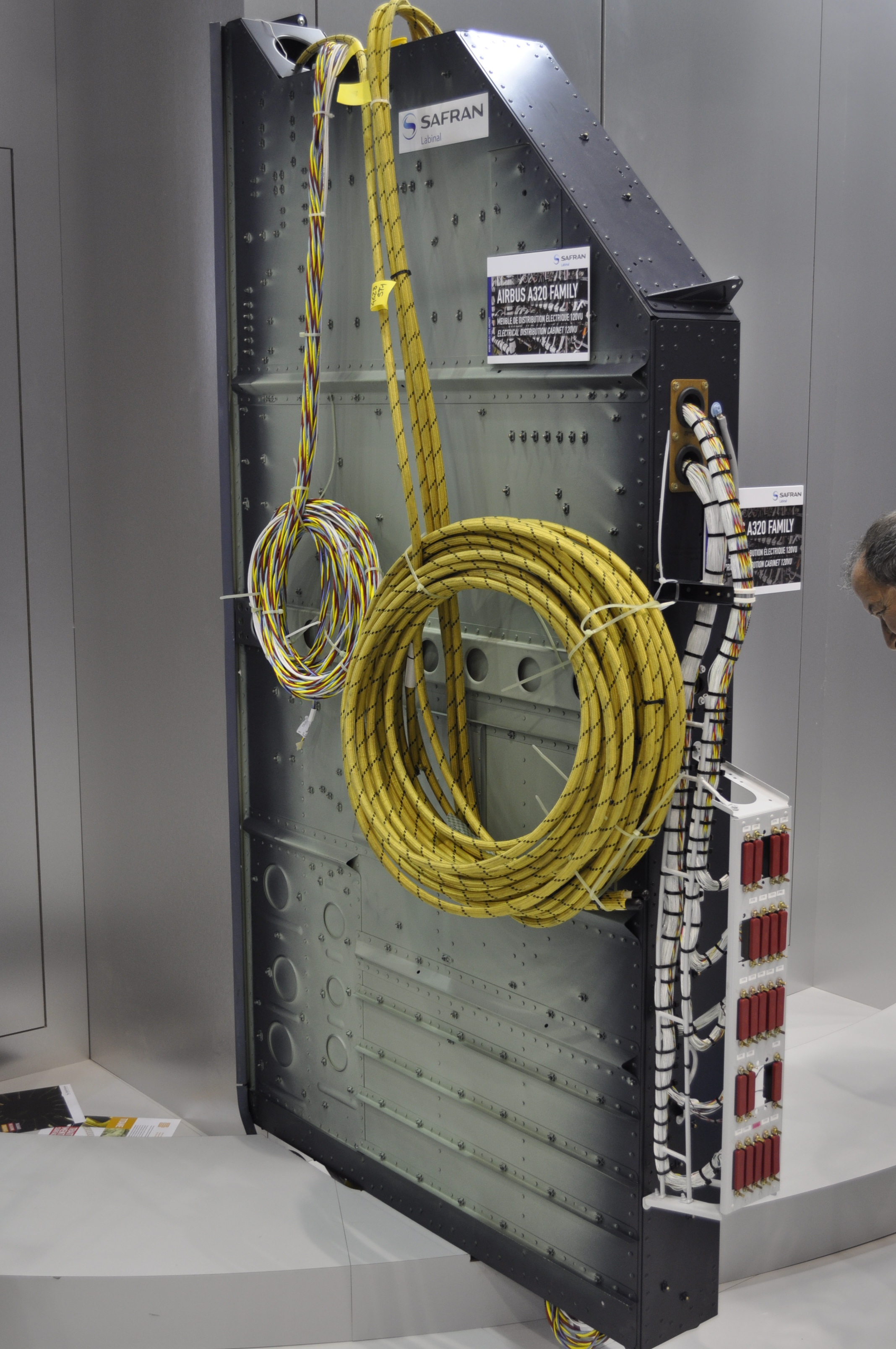
Meuble de distribution électrique pour la famille Airbus A320.

logo de labinal (2010)

logo de 2010 à 2016.

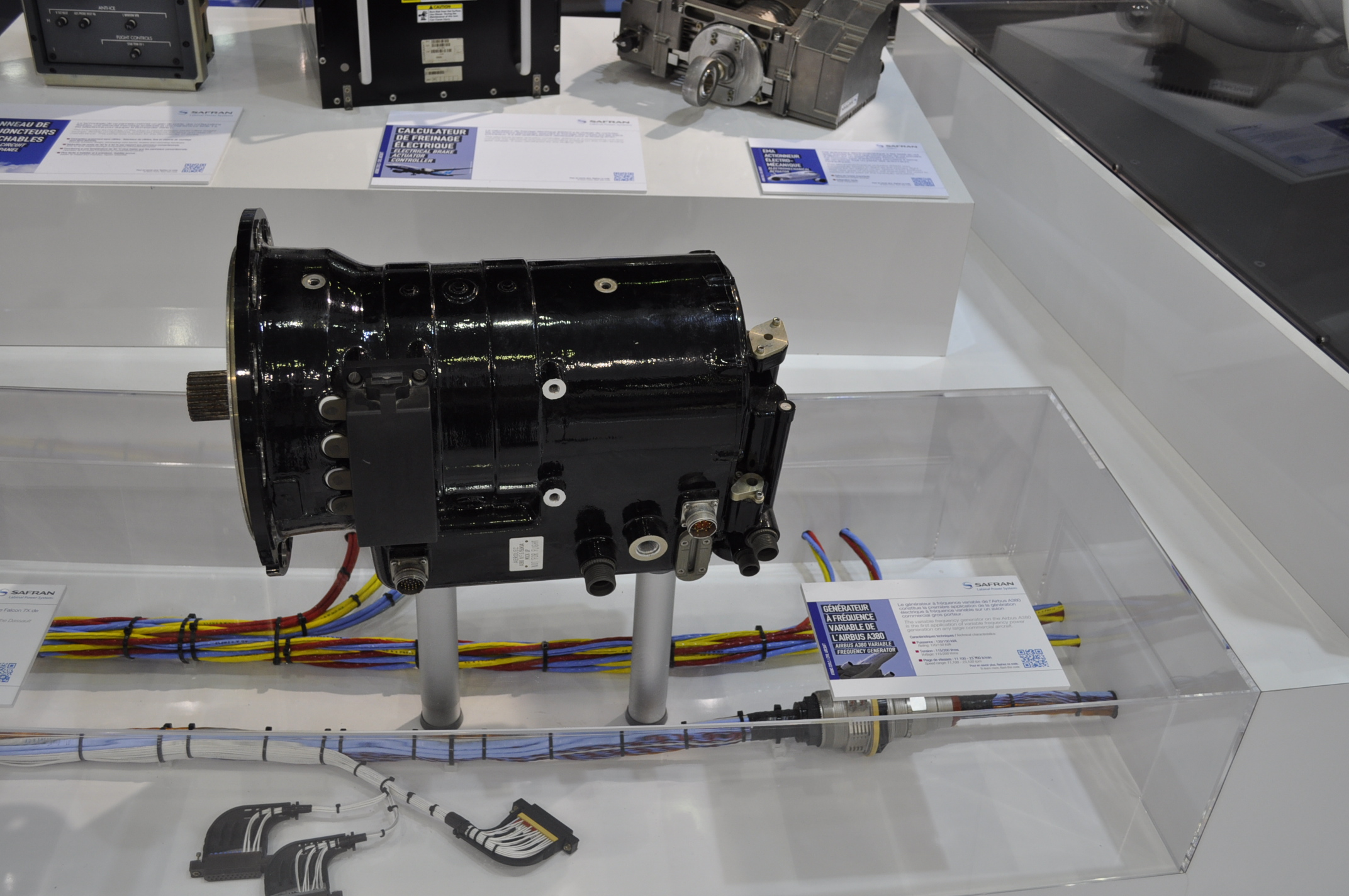
Générateur à fréquence variable de l’Airbus A380.

Labinal a été créée en 1921 avec la fondation de la S.A Labinal,. Présente depuis toujours sur le marché aéronautique, la société a participé dès les années 1960 à l’étude des installations électriques des avions Fouga, Vautour et Caravelle, ce qui a favorisé l’implantation d’un atelier de câblages électriques aéronautiques à Villemur-sur-Tarn.
La collaboration avec Airbus sera marquée dans les années 1980 par le lancement de la production de câblages pour l’Airbus A300 puis pour toute la famille des avions Airbus et ATR.
Labinal a affirmé dès 1986 une volonté d’implantation mondiale en créant des filiales aux États-Unis, en Allemagne et en Grande-Bretagne, suivies plus tard par l’acquisition d’Aerotec au Mexique et la création d’un site de production au Maroc.
Les décennies 1990 et 2000 ont été marquées par de nombreuses collaborations avec Boeing : développement et la fourniture exclusive des câblages électriques du MD95 (B717), contrat de sous-traitance globale pour le câblage des ailes sur tous les programmes Boeing, sélection pour l’étude, la qualification et la réalisation des systèmes de liaisons électriques du programme B787, etc.
Récemment[Quand ?], Labinal a été sélectionnée par Airbus pour la réalisation de 80 % des câblages de l’A380, pour les études, le développement, l’industrialisation, la fabrication et le test des harnais électriques pour la pointe avant et le poste de pilotage de l’avion militaire de transport A400M ainsi que pour le développement et la production du système d'interconnexion de câblage électrique du fuselage complet de l’A350XWB.
En 2005, le groupe Safran est créé à la suite du rapprochement de Snecma et Sagem, Labinal appartient à la branche Équipements du Groupe.
En mars 2010, la branche DIT de Labinal fusionne avec Teuchos, également membre du groupe Safran, et prennent ensemble le nom de Safran Engineering Services qui reste filiale de Labinal.
Le 1er septembre 2010, Karen Bomba est nommée à la tête de Labinal (PDG) ; en 2013, Alain Sauret lui succède.
En janvier 2014, Labinal Power Systems regroupe les activités liées à la conception des systèmes électriques des avions : les câblages de Labinal, l'électronique de puissance de Safran Power, les équipements de l'ex-Goodrich Electrical Power Systems, les petits ventilateurs de Technofan et les prestations d'ingénierie de Safran Engineering Services. En 2016, toutes les sociétés du groupe prennent le nom Safran, et Labinal Power Systems est renommé Safran Electrical & Power.
En 2023, Safran Electrical & Power achète l’activité de systèmes électriques aéronautiques de Thales Avs France, qui porte sur la conversion, la génération de puissance et les moteurs électriques pour l’aéronautique civile et militaire. Cette activité emploie près de 600 collaborateurs et a réalisé en 2022 un chiffre d'affaires de 145 millions d'euros. Cette acquisition comprend, en France, les sociétés Thales Avionics Electrical Systems et Thales Avionics Electrical Motors, implantées sur les sites de Chatou, Méru, et Conflans-Sainte-Honorine ; elle comprend aussi les activités de support, de maintenance et de production pour les équipements électriques aéronautiques implantées à Orlando et à Singapour.

## Établissements

### Europe

#### France
- Ajaccio : Production câblage
- Blagnac : Siège social
- Vichy : Production câblage
- Villemur-sur-Tarn : Production câblage, Recherche & Technologie
- Vitrolles : Ingénierie et technologie
- Réau : Ingénierie et production d'équipements électriques
- Mérignac : Pilotage prestations câblage
- Niort : Production des cœurs électriques
- Créteil : Ingénierie des cœurs électriques

#### Allemagne
- Hambourg : Ingénierie et technologie

#### Royaume-Uni
- Almondsbury : Ingénierie et technologie
- Pitstone : Fabrication, Production et conception de générateurs électriques.

#### Maroc
- Témara (Zone industrielle de Ain Atiq) : Production câblage
- Casablanca : Matis Aerospace

### Amérique du Nord

#### États-Unis
- Denton (Texas) : Fabrication, production
- Everett (Washington) : Ingénierie et technologie
- Salisbury (Maryland) : Fabrication, production

#### Mexique
- Chihuahua : Production câblage, ingénierie et technologie